# 姫ら〜,グルメ応援隊!
『姫ら〜,グルメ応援隊!』（ひめらー、ぐるめおうえんたい）は、兵庫県姫路市のコミュニティーFM放送局・FM GENKIで毎月第1第3日曜日17:15から18:00に放送されているラジオ番組。FM-GENKIのAスタジオから録音放送で放送されている。番組タイトルの『姫ら〜』は、姫路らーめんの略称で、『姫路、播磨・らーめん、点心応援会』のメンバーが「姫路らーめんを地域のグルメに」を合言葉にラーメン以外にもご当地やグルメの話題を盛り込んだ「グルメ情報バラエティー」である。

## 概要
2012年1月15日、番組企画の橋渡し役である、感動会社楽通代表（現：感動会社楽通株式会社 代表取締役）田村慎太郎が主催する『夕暮れナウナウ』の兄弟番組としてスタート。放送時間は、「夕暮れナウナウ」が第2、第4日曜日の17:15 から18：00だった為、その裏の枠ということで放送時間が決まった。
番組では、吉留健一を中心に、各パーソナリティーが10分のコーナーを担当。番組当初はグルメや、ラーメンの話題が主体であったが、最近はラーメンの話題が1度も出ない回もある。またオープニング曲を歌うシンガー藍（神崎郡出身）、エンディング曲を歌うスマイルレンジャー（たつの市出身）と地元播磨出身のインディーズアーティスト曲が採用されている。
2012年3月3日には、イオンモール加西北条での公開録音によるイベント「出張、姫ら〜グルメ応援隊!withスマイルレンジャー」を実施、前出のスマイルレンジャーが歌のゲストとして登場した。またその後も2013年11月6日に姫路三左衛門堀で行われた「ザ・屋台村」、2015年3月8日に姫路大手前公園で行われた「姫路カレーフェスティバル」での公開録音など、ふねふねが所属する姫路商工会議所青年部のイベントで舞台進行、及び公開録音を行っている。
2016年2月21日の放送で放送100回を迎え、創設者の故松尾会長の妻松尾佳代子を迎え記念放送が行われた。同年7月放送分より姫路市出身のシンガー藍がオープニングを担当、「cheerful」は番組初の書き下ろし曲となる。
2017年3月より、すでにメジャーデビューを果たしている、姫路のご当地アイドルグループKRD8がゲストパーソナリティーとしてレギュラー参加。併せてエンディング曲も担当する。
2018年3月18日をもって番組は終了した。

## 放送時間
| 期間    | 期間 | 放送時間（日本時間）               |
| ------- | ---- | ---------------------------------- |
| 2012.01 | 現在 | 第1第3日曜日 17:15 - 18:00（45分） |

## 現在の出演者
レギュラーパーソナリティ
- 吉留健一（(株)八角 姫路・播磨、らーめん点心応援会会長）
- ふねふね（(有)創報堂 代表取締役　姫路商工会議所青年部所属）
- 上田美絵（FM-GENKIパーソナリティー）

ゲストパーソナリティ
- 高原成暢（(株)プラトゥー 代表取締役 まるはり発行人）
- 柚垣礼和（(株)メディアミックス総合研究所 代表取締役 姫路経済新聞記者）
- チームええやん姫路（なべちゃん、藍ちゃん - ポータルサイト『ええやん姫路』運営者）
- ラーメン博士（ひろし - 謎のラーメン通リスト）
- KRD8（姫路のご当地アイドルグループ 一般社団法人姫路応援プロジェクト所属）[8]

## 過去の出演者
- 松尾宗昶（松尾金物(株) 代表取締役 2012年1月 - 2013年8月）
- 寺本篤司（水嶋プロデュース　代表　2019年3月 - 現在、　感動会社 楽通 2012年4月 - 2015年7月）
- sana（初代リポーター 2012年1月 - 2012年12月）
- なるとも（2代目リポーター 2014年8月 - 2015年2月）
- 似顔絵まを（3代目リポーター 似顔絵アーティスト 2015年4月 - 2016年3月）
- 細川忠生（姫路看板修理センター 代表 2015年10月～2016年6月）

## コーナー
- ふねふねの部屋
姫路播磨で活躍するゲストを招き、ねほりはほりと聞き出す企画で、番組開始以来唯一継続しているコーナー。番組開始当初は姫路、播磨の名だたる飲食チェーン店、食品メーカーの社長、役員などが出演していたが、回を重ねる毎に、タレントで元グレートチキンパワーズの北原雅樹[9]、ご当地アイドルのKRD8、女優の堤裕子[10]をはじめ、メイド、スポーツ関係者など出演者の職業のジャンルは広がっている。

- 姫路らーめんサミット
姫路界隈のラーメン新店情報や、最近のラーメンのトレンドを吉留健一が語るコーナー。なるともとのロケもあった。なお、「はりまラーメンパス本」（2015年7月31日発売　(株)プラトゥー刊）の企画はこのコーナーより生まれた。

- まるはりラジオ増刊号
地域情報誌「まるはり」の最新号について、プラトゥー社長の高原成暢に紹介してもらうコーナー。毎回掲載店舗から１名ゲストにも登場し語ってもらう。コーナー進行は上田美絵。このコーナーの様子はまるはりの紙面において番組連動コラム「まるはりラジオ増刊号」を吉留健一が執筆している。

- ソーシャルラーメン研究所
facebookページ「姫路・はりまのラーメンを紹介する会」を主宰する柚垣礼和がfacebookページ参加者にテーマを呼びかけ、アンケートに基づきその内容を紹介するコーナー。進行は上田美絵。

- ラジオもええやん姫路[11][12]
ポータルサイト「ええやん姫路」を運営する「なべちゃん」「藍ちゃん」がええやん姫路で特に回覧数の多かった記事を紹介する。コーナーBGMは出演者の「シンガーソングライター藍」が「ええやん姫路」の為に書き下ろしたオリジナル曲である。

- ラーメン博士（ひろし）の〇〇ラジオ
過去にFM-GENKIで放送されていた「ラーメン博士（ひろし）のラーメンラジオ」が名を変え復活。ラーメンラジオはカップラーメンの紹介が中心だったが、〇〇ラジオは姫路播磨のラーメン店の紹介が中心となった。

- KRD8のおすすめグルメを教えちゃエイト（2017年3月～）
KRD8のメンバーが姫路・播磨界隈のメンバー行きつけのお店や、お勧めのお店を紹介するコーナー。メンバーが月替わりで登場する[8]。

以上より。

## 過去に放送されたコーナー
- 姫路経済新聞ニュース（2012年1月 - 2012年3月）
松尾 宗昶をご意見番として姫路経済新聞に掲載された記事を紹介するコーナー。

- 突撃!姫ら〜応援隊（2012年1月 - 2012年12月） 
吉留健一とsanaが姫路播磨のラーメン店を訪ねてリポートするロケコーナー。姫路らーめん会の加盟活動も兼ねていた。

- 甘いよ甘いよ飛んで行け〜（2012年4月 - 2012年6月）
寺本篤司が姫路市内のご当地スイーツを紹介するコーナー。

- わくわくグルメ小町（2012年7月 - 2015年7月）[13]
寺本篤司が姫路市内の美女を訪ねてお店を紹介するロケ企画。2012年6月まで姉妹番組「夕暮れナウナウ」で放送されていたコーナーが移設。当初は飲食グルメポータルサイト「わくわく」との連動コーナ―だったが、「わくわく」との業務提携解消後は単独企画コーナーとなった。スタジオゲストの会や、飲食店店員以外の出演も多かった。

- イケ麺（2013年1月〜2013年8月）
吉留健一が、全国のご当地ラーメンの成り立ちを男性芸能人（イケメン）に例えるコーナー。コーナー最終回（最終回は姫路らーめん）でたまたまゲスト出演していたまるはり社長の高原成暢の目に留まりまるはり番組コラムがスタートした。

- 大人の学べる学校（不定期）
感動会社楽通が主催する勉強会「大人の学べる学校の」ラジオ版。寺本篤司が進行。後に田村慎太郎が代表を務める感動会社楽通のスポンサーの単独番組として独立した。（寺本は用務員役として参加）（2014年7月 - 2015年1月放送）

- 姫路経済新聞ニュースMix（2014年9月 - 2015年3月）
姫路経済新聞に掲載された記事を紹介するコーナー、2代目ご意見番として姫路経済新聞の柚垣礼和が参加した。

- 似顔絵まをのイケメンいただきます! （2015年9月～2016年3月）
似顔絵まをが姫路市内のラーメン店を訪問し、ラーメンを「イケメン男性店員」に見立てラーメン店を擬人化する企画。似顔絵まをの本業である絵を生かしたコーナー。

- どきどき看板小町(2015年10月～2016年6月)
「わくわく看板小町」を継いだ細川が、姫路界隈のお店を回り小町にインタビューするコーナー。ラジオに慣れないインタビュアーの細川がどきどきしている事からこのコーナー名が付いた。細川の本業が看板屋であることもコーナー名に掛かっている。

- 姫ら～女子 座談会（2016年6月～2017年3月）
メインパーソナリティー美絵と、シンガーソングライターの藍が「天からのお題」に基づき女子だけで好き勝手にしゃべる新コーナー。

以上より。

## 番組関連の書籍
- 『はりまラーメンパス本』（プラトゥー、2015年7月31日、JAN 4910803260753） はりま初のラーメンパスBOOK。巻末に番組準レギュラー柚垣礼和のコラムを掲載[14]。
- 吉留健一著『まるはりエクスプレス』（プラトゥー、2013年8月25日号、JAN 4910803251034）より、番組コラムを掲載。
- 『はりまラーメンパス本2』（プラトゥー、2016年5月27日、JAN 4910803260562）巻末に番組準レギュラー柚垣礼和のコラムと、姫ら～リポーターOBの「なるとも」「まを」が参加したはりまラーメン女子座談会を掲載[15]。

## 参考サイト
- ソーシャルラーメン研究所
- 18：『あっ！チャンネル』〜アイドルに近づき過ぎたった！ KDR8〜
- 10：『あっ！チャンネル』〜播磨の女優に迫りすぎ！〜堤裕子